# Robert Iler
Robert Michael Iler (New York, New York, 1985. március 2. –) amerikai színész. Legismertebb alakítása A.J. Soprano az HBO Maffiózók című sorozatában volt.

## Fiatalkora
Az ír származású Iler New York-ban született. Filmes munkái miatt 2001-től otthoni oktatásban részesült.

## Pályafutása
Tévés pályafutása gyermekkorában kezdődött, amikor egy Pizza Hut-reklámban, illetve a Saturday Night Live egyik jelenetében is szerepelt. 1999-ben a Jelbeszéd című filmben kapott szerepet, majd ugyanebben az évben elindult a nagy sikernek örvendő Maffiózók című sorozat, amelyben egy maffiavezér fiát alakította. (A film pilot epizódját 1997-ben forgatták.) 2000-ben a Mostohám a zsánerem című filmben volt látható. Mindeközben több reklámban is felbukkant (IBM, AT&T, VH1, ESPN).
2003-ban a Daredevil – A fenegyerek című filmben egy kötekedő srácot alakított. A Maffiózók mellett a Különleges ügyosztály (Esküdt ellenségek: Meggyalázott áldozatok), a Holtsáv és az Esküdt ellenségek című sorozatok egyes részeiben is látható volt.

## Jogi ügyei
2001 júliusában két brazil turista fegyveres kirablásának, illetve cannabis birtoklásának vádjával letartóztatták. Lopás vétségének elkövetésében bűnösnek találták, és három év próbaidőre ítélték.
2005-ben, egy illegális pókerklubnál tartott razzia során, azonban nem indult eljárás ellene, mert a korábban elkövetett lopásra kiszabott hároméves próbaidő már lejárt.

## Szerepei

### Film
| Film | Film                     | Film         | Film          | Film       |
| Év   | Magyar cím               | Eredeti cím  | Szerep        | Megjegyzés |
| ---- | ------------------------ | ------------ | ------------- | ---------- |
| 1999 | Jelbeszéd                | The Tic Code | Denny         |            |
| 2000 | Mostohám a zsánerem      | Tadpole      | Charlie       |            |
| 2003 | Daredevil – A fenegyerek | Daredevil    | Kötekedő srác |            |

### Televízió
| Televízió | Televízió                                                         | Televízió                         | Televízió            | Televízió                                               |
| Év        | Magyar cím                                                        | Eredeti cím                       | Szerep               | Megjegyzés                                              |
| --------- | ----------------------------------------------------------------- | --------------------------------- | -------------------- | ------------------------------------------------------- |
| 1999-2007 | Maffiózók                                                         | The Sopranos                      | Anthony Soprano, Jr. | Televíziós sorozat; 73 epizód                           |
| 2001      |                                                                   | Oz                                | Önmaga               | Televíziós sorozat; 1 epizód; nem szerepel a stáblistán |
| 2004      | Különleges ügyosztály (Esküdt ellenségek: Meggyalázott áldozatok) | Law & Order: Special Victims Unit | Troy Linsky          | Televíziós sorozat; 1 epizód                            |
| 2004      | Holtsáv                                                           | Stephen King's Dead Zone          | Derek Rankin         | Televíziós sorozat; 1 epizód                            |
| 2009      | Esküdt ellenségek                                                 | Law & Order                       | Chad Klein           | Televíziós sorozat; 1 epizód                            |

## Díjai és elismerései
Munkássága során több díjat és elismerést is kapott.
| Év   | Díj                                    | Kategória | Alkotás címe | Eredmény |
| ---- | -------------------------------------- | --- | ------------ | -------- |
| 2000 | Screen Actors Guild-díj                | Legjobb színtársulati alakítás egy drámasorozatban (megosztva: James Gandolfini, Lorraine Bracco, Dominic Chianese, Edie Falco, Michael Imperioli, Nancy Marchand, Jamie-Lynn Sigler, Tony Sirico, Steven Van Zandt, Vincent Pastore)                                                                                                  | Maffiózók    | Elnyerte |
| 2001 | Screen Actors Guild-díj                | Legjobb színtársulati alakítás egy drámasorozatban (megosztva: James Gandolfini, Lorraine Bracco, Dominic Chianese, Drea de Matteo, Edie Falco, Michael Imperioli, Nancy Marchand, David Proval, Jamie-Lynn Sigler, Tony Sirico, Aida Turturro, Steven Van Zandt, Vincent Pastore)                                                     | Maffiózók    | Jelölve  |
| 2002 | Screen Actors Guild-díj                | Legjobb színtársulati alakítás egy drámasorozatban (megosztva: James Gandolfini, Lorraine Bracco, Federico Castelluccio, Dominic Chianese, Michael Imperioli, Drea de Matteo, Edie Falco, Joe Pantoliano, Steve Schirripa, Jamie-Lynn Sigler, Tony Sirico, Aida Turturro, Steven Van Zandt, John Ventimiglia)                          | Maffiózók    | Jelölve  |
| 2003 | Screen Actors Guild-díj                | Legjobb színtársulati alakítás egy drámasorozatban (megosztva: James Gandolfini, Lorraine Bracco, Federico Castelluccio, Dominic Chianese, Vincent Curatola, Michael Imperioli, Drea de Matteo, Edie Falco, Joe Pantoliano, Steve Schirripa, Jamie-Lynn Sigler, Tony Sirico, Aida Turturro, Steven Van Zandt, John Ventimiglia)        | Maffiózók    | Jelölve  |
| 2005 | Screen Actors Guild-díj                | Legjobb színtársulati alakítás egy drámasorozatban (megosztva: James Gandolfini, Lorraine Bracco, Steve Buscemi, Dominic Chianese, Vincent Curatola, Drea de Matteo, Michael Imperioli, Jamie-Lynn Sigler, Edie Falco, Steve Schirripa, Tony Sirico, Aida Turturro, Steven Van Zandt, John Ventimiglia)                                | Maffiózók    | Jelölve  |
| 2007 | Screen Actors Guild-díj                | Legjobb színtársulati alakítás egy drámasorozatban (megosztva: James Gandolfini, Sharon Angela, Lorraine Bracco, Max Casella, Dominic Chianese, Michael Imperioli, Edie Falco, Joseph R. Gannascoli, Dan Grimaldi, Steve Schirripa, Jamie-Lynn Sigler, Tony Sirico, Aida Turturro, Maureen Van Zandt, Steven Van Zandt, Frank Vincent) | Maffiózók    | Jelölve  |
| 2008 | Screen Actors Guild-díj                | Legjobb színtársulati alakítás egy drámasorozatban (megosztva: James Gandolfini, Greg Antonacci, Lorraine Bracco, Edie Falco, Michael Imperioli, Dan Grimaldi, Arthur J. Nascarella, Steve Schirripa, Matt Servitto, Jamie-Lynn Sigler, Tony Sirico, Aida Turturro, Steven Van Zandt, Frank Vincent)                                   | Maffiózók    | Elnyerte |
| 2008 | TV Land-díj                            | Testvérek, akiknek láttán hálás vagy saját őrült családodért (Siblings That Make You Grateful for Your Own Crazy Family) (megosztva: Jamie-Lynn Sigler) | Maffiózók    | Jelölve  |
| 2000 | Fiatal Művész-díj (Young Artist Award) | Legjobb alakítás egy televíziós drámasorozatban - Fiatal férfi mellékszereplő | Maffiózók    | Jelölve  |
| 2001 | Fiatal Művész-díj (Young Artist Award) | Legjobb alakítás egy televíziós drámasorozatban - Fiatal férfi mellékszereplő | Maffiózók    | Jelölve  |
| 2002 | Fiatal Művész-díj (Young Artist Award) | Legjobb alakítás egy televíziós drámasorozatban - Fiatal férfi főszereplő | Maffiózók    | Jelölve  |
| 1999 | Fiatal Sztár-díj (YoungStar Awards)    | Legjobb fiatal színészi alakítás egy televíziós drámasorozatban | Maffiózók    | Elnyerte |
| 2000 | Fiatal Sztár-díj (YoungStar Awards)    | Legjobb fiatal színész / színészi alakítás egy televíziós drámasorozatban | Maffiózók    | Elnyerte |